# Gestione per obiettivi
Nell'ambito delle Risorse Umane la gestione per obiettivi (in inglese management by objectives o management by results, da cui le sigle MBO o MBR) è un metodo di valutazione del personale che si basa sui risultati raggiunti a fronte di obiettivi prefissati, e non sulle competenze espresse. Se si usano congiuntamente i metodi di valutazione per obiettivi e quello per competenze, allora si utilizza il termine di valutazione mista.
Al conseguimento degli obiettivi è legato un riconoscimento economico.
Gli obiettivi che vengono assegnati devono essere:
- chiari,  ben identificati e ben definiti nelle loro componenti, cioè non devono lasciare margini ad interpretazioni
- misurabili, cioè il loro raggiungimento o meno deve essere un fatto oggettivo, e non una valutazione soggettiva
- sfidanti, cioè devono rappresentare un miglioramento per l'azienda; non si deve definire come obiettivo il normale lavoro
- raggiungibili, cioè non devono essere un qualcosa di irrealizzabile
- temporalmente definiti, cioè devono essere specificati i termini entro quando devono essere raggiunti
- significativi per il livello di responsabilità dell'interessato, cioè adeguati alle sue possibilità
- concordati e discussi con l'interessato, che deve avere le leve per conseguirlo

Gli obiettivi possono essere di tipo SMART o NUM.

Si definisce S.M.A.R.T. un obiettivo:
- Specifico, cioè che non lascia spazio ad ambiguità;
- Misurabile senza equivoci e verificabile in fase di controllo;
- raggiungibile (dall'inglese Achievable), poiché un obiettivo non raggiungibile demotiva all'azione allo stesso modo di uno facilmente raggiungibile;
- Rilevante da un punto di vista organizzativo, cioè coerente con la mission aziendale;
- definito nel Tempo.

Si definisce NUM un obiettivo che ha in comune con gli obiettivi SMART la Specificità, la raggiungibilità (Achievable), la Rilevanza e il legame con il Tempo; un obiettivo NUM, però, Non è Univocamente Misurabile (NUM): la definizione e misurazione periodica può dipendere in modo considerevole dall'unità di misura adottata per la valutazione, dall'esperienza e dalle conoscenze del valutato. Esempi di obiettivi NUM sono quelli legati allo sviluppo di una conoscenza, di una competenza o all'adozione di specifici comportamenti aziendali.
Gli obiettivi sono generalmente di tipo individuale, ma alcuni possono essere anche di gruppo. Il periodo assegnato per il raggiungimento è normalmente di un anno, all'interno del quale ci sono momenti intermedi di verifica. In caso di mancato raggiungimento degli obiettivi bisogna analizzarne le cause per verificare l'esistenza di eventi imprevisti e per porre rimedio ad eventuali ostacoli.
L'adozione della gestione per obiettivi richiede una stretta integrazione tra:
- il sistema di pianificazione e controllo;
- il sistema di valutazione del personale;
- il sistema incentivante.

L'aspetto positivo di questo metodo di valutazione è che, traducendo gli obiettivi strategici d'impresa in obiettivi tattici a cascata per la gerarchia sottostante, permette di allineare l'attività della struttura organizzativa su specifici obiettivi aziendali. 

L'aspetto negativo è che c‘è il rischio che gli interessati focalizzino le loro azioni solo o principalmente sugli obiettivi Mbo, trascurando la normale attività.